# 費索恩 (密歇根州)
費索恩（英語：Faithorn）是位於美國密歇根州梅諾米尼縣費索恩鎮區的一個非建制地區。

## 歷史

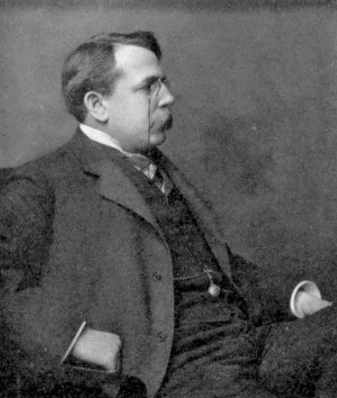
約翰·尼科爾森·費索恩

費索恩的郵局於1903年或1905年開設，其後於1955年停運。此地得名自時任芝加哥鐵路公司老闆約翰·尼科爾森·費索恩（John Nicholson Faithorn，1852年—1914年）上校。

## 地理

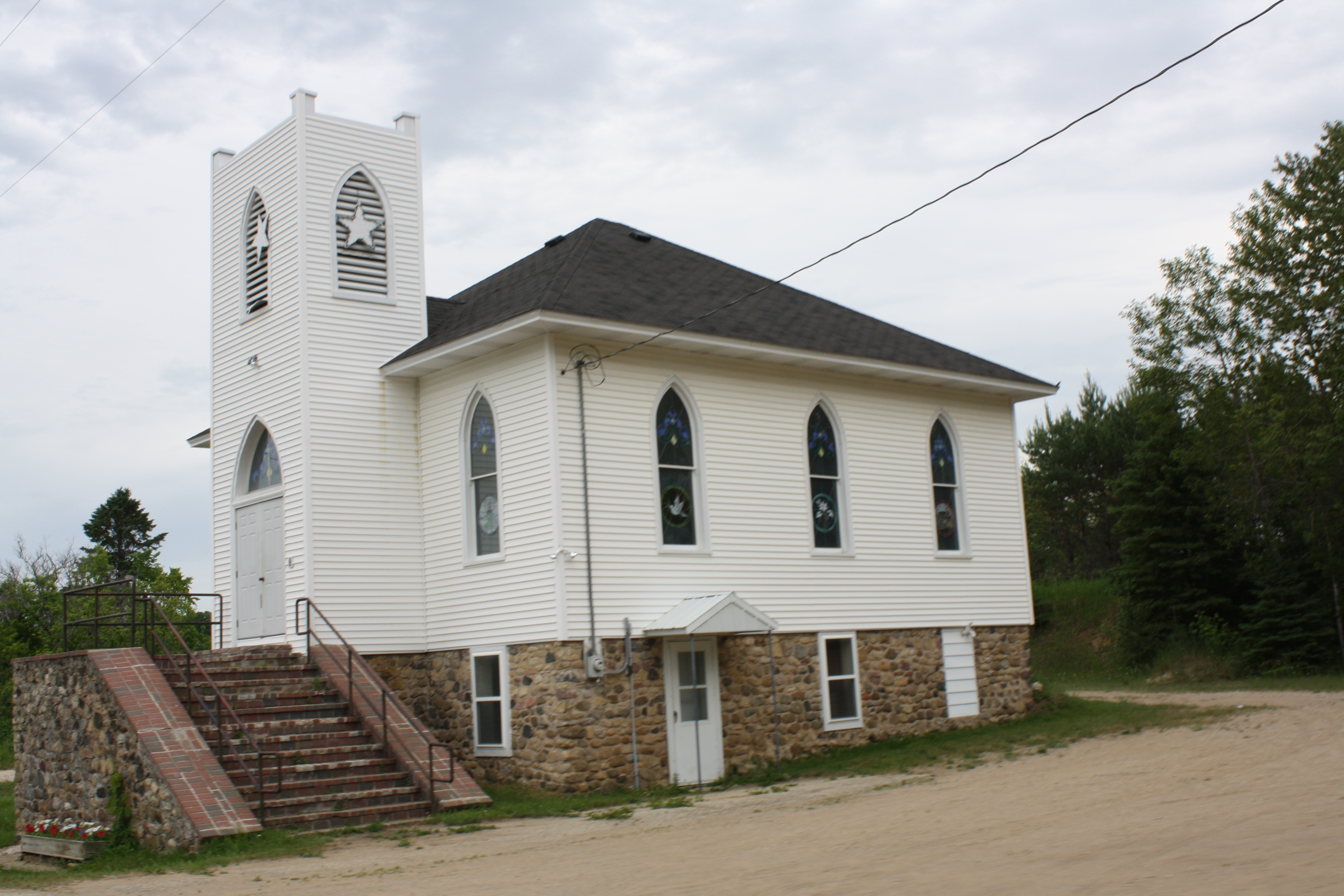
位於費索恩的教堂

費索恩所處的海拔為高於海平面262米（即860英呎），而該地所採用的時區為UTC-6，即北美中部時區（CST）。同時該地設有夏令時間，為UTC-6調快一小時，即UTC-5（CDT）。